# جووانی باتیستا دلا پورتا
جیام باتیستا دلا پورتا (۱۵۳۵ – ۴ فوریه ۱۶۱۵) که بیشتر به نام جیووانی باتیستا دلا پورتا و جان باپتیست پورتا شناخته شده‌است دانشمند، محقق و نمایشنامه‌نویس اهل ایتالیاست که در قرن شانزدهم میلادی می‌زیست.

## زندگی
باتیستا دلا پورتا در شهر نیپلز که در آن زمان در بحبوحه‌ی انقلاب علمی و اصلاحات بود می‌زیست. او بیشتر عمر خود را صرف تلاش‌های علمی کرد.

## فعالیت‌ها
معروف‌ترین اثر او با نام (Natural Magic) در سال ۱۵۵۸ منتشر شد. در این کتاب او بررسی کاملی در زمینه‌های مختلف مورد تحقیقش که شامل مطالعه در رموز فلسفه، طالع بینی، کیمیا، علم ریاضیات، علم هواشناسی و فلسفه‌ی طبیعی است انجام داده است.
به‌علاوه باتیستا دوربین تاریکخانه‌ای را تکمیل نمود.در نسخه‌ی بعدی که باتیستا از آن کتاب منتشر کرد، توضیح داد که دوربین تاریکخانه‌ای باید لنز محدب داشته باشد. اگرچه او مخترع نبود اما محبوبیت این کار به گسترش دانش دوربین تاریکخانه‌ای کمک فراوانی نمود.
او عنبیه چشم انسان را با لنز دوربین تاریکخانه ای مقایسه کرد و از این طریق توضیح اینکه نور چطور تصاویر را وارد چشم می‌کند را به راحتی قابل فهم کرد.

## محاکمه‌ی باتیستا دلا پورتا به جرم جادوگری
در اواسط قرن شانزدهم میلادی جیوانی باورهای خود را راجع به احتمالاتی که به طراحی می‌توانند کمک کنند، منتشر کرد. باتیستا دوربین تاریکخانه‌ای عظیمی ساخت و از میهمانان خود خواست که درون اتاقک تاریکی بر روی صندلی‌ها بنشینند، سپس از گروهی بازیگر خواست تا بیرون از اتاقک تاریک (یا همان دوربین عظیم) مقابل سوراخ کوچکی که بر روی دوربین بود به اجرای نمایش بپردازند، به محض اینکه تصویر بازیگران در اندازه‌ی واقعی آن‌ها به صورت وارونه بر روی دیوار مقابل حضار درون دوربین عظیم ظاهر شد، عده‌ای به گمان اینکه سحر و جادویی در کار است ترسیده و فرار کردند. باتیستا نیز به جرم جادوگری در دادگاه‌های وقت ایتالیا محکوم شد.

## استفاده‌ی پنهانی از دوربین تاریکخانه‌ای
اگرچه گزارش باتیستا در مورد دوربین تاریک‌خانه‌ای به عنوان یک سحر و جادو توسط دادگاه وقت مختوم شد، اما احتمالاً از همان زمان تا به امروز بسیاری از هنرمندان از آن در جهت کمک به طراحی‌هایشان استفاده کرده‌اند. هر چند به خاطر اینکه استفاده از دوربین تاریکخانه‌ای به جادوگری ارتباط پیدا کرده بود یا شاید هم به خاطر اینکه آن‌ها احساس میکردند که استفاده از این روش یا اقرار به استفاده از آن از میزان هنرمند بودن آن‌ها خواهد کاست اما تنها چند نفر بودند که استفاده از این روش را در آثارشان پذیرفته و تأیید کردند از جمله:
- جیوانی کنله (۱۶۹۷-۱۷۶۸)
- ورمی‌یر (۱۶۳۲-۱۶۷۵)
- جاشوا رینولدز ( ۱۷۲۳-۱۷۹۲)
- پل سندبای (۱۷۲۵-۱۸۰۹)یکی از اعضای مؤسس آکادمی سلطنتی

## ادعای اختراع اولین تلسکوپ جهان
باتیستا دلا پورتا همچنین ادعا کرد که اولین مخترع تلسکوپ است، اما در حالی که او مشغول نوشتن رساله‌ای برای اثبات ادعای خود بود درگذشت. هرچند تلاش‌های او در در تکمیل‌تر شدن تلسکوپ نقش بسزایی داشت.